# Rafflesia manillana
Рафлезія манільська (Rafflesia manillana) — вид рослини родини рафлезієві (Rafflesiaceae).

## Назва
Назва походить від міста Маніла. Генетичні дослідження підтверджують, що цей вид відрізняється від R. lagascae.

## Будова
Паразитична рослина, що повністю залежить від хазяїна (ліани Tetrastigma). Квіткова брунька з'являється на задерев'янілій лозі і 10 потребує місяців, щоб розкритися. Квітка має 5 пелюсток, поплямованих оранжевими цятками, продукує запах гнилого м'яса та вважають, що запилюється комахами. Хоча наразі їх життєвий цикл не з'ясований до кінця. Чоловічі та жіночі органи знаходяться під припіднятим диском в центрі квітки. Квітка має 15-20 см в діаметрі і є найменшою серед роду рафлезія.

## Поширення та середовище існування
Зростає у Південно-Східній Азії. Вид є ендемічним для Філіппінських островів.